# Sophie Monk
Sophie Charlene Akland Monk (født 14. december 1979) er en australsk pop sangerinde, skuespiller og lejlighedsvis model.

## Biografi
Monk blev født i England, men hendes forældre flyttede til Australien i Queensland. Hun var en periode medlem af den kvindelige pop gruppe Bardot og har siden lavet en solokarriere med udgivelsen af albummet Calendar Girl. Hun har også medvirket i film som Date Movie (2006), Click (2006) og Sex and Death 101 (2007).

## Karriere
Hendes professionelle karriere i musik begyndte i 1999, da hun svarede en annonce i, der blev søgt efter piger med erfaring i sang og dans. Det var ansættelsen af den australske TV-serie Popstars, et program med det mål at skabe en ny vellykket pige gruppe. Efter flere runder med sang og dans, Monk blev valgt som medlem af gruppen kaldet Bardot.
Kort efter, at medlemmerne Bardot skiltes, begyndte Monk at forfølge sin solokarriere. Hun rejste til udlandet for at arbejde med berømte producenter, og dette resulterede i oktober 2002 i sin første solo single, Inside Outside. I maj 2003 lancerede sit første solo album, Calendar Girl, der overraskede mange ved at være en blanding mellem moderne pop og dansemusik og endda klassisk opera.
Sophie Monk har siden etableret sig i Hollywood, selv om de fleste af hendes roller har været relativt beskedne. I februar 2006 spillede hun i sin første rolle i en spillefilm som flirtende og forførende Andy i komedien Date Movie. I juni 2006 blev hun til stede med filmen Click, en historie om en universel fjernbetjening. Monk spiller en lille rolle i denne film som Stacey, en flirtende sekretær.

## Diskografi

### Albums
- Calendar Girl (2003)

### Singler
- Inside Outside (2002)
- Get the Music On (2003)
- One Breath Away (2003)

## Filmografi
- The Mystery of Natalie Wood (2004) … Marilyn Monroe
- London (2005) … Lauren
- Date Movie (2006) … Andy
- Click (2006) … Stacey
- Sex and Death 101 (2007) … Cynthia Rose
- Spring Breakdown (2009) … Mason
- The Hills Run Red (2009) … Alexa
- Spring Break '83 (2010) … Brittany
- Murder World (2010) … Brooke
- Hard Breakers (2010) … Lindsay Greene
- The Legend of Awesomest Maximus (2010) … Princess Ellen